# 2083
2083 (ММLXXXIII) е обикновена година, започваща в петък според Григорианския календар. Тя е 2083-та година от новата ера, осемдесет и третата от третото хилядолетие и четвъртата от 2080-те.